# Фиат Браво (1995-2001)
„Фиат Браво“ (Fiat Bravo) е модел средни автомобили (сегмент C) на италианската фирма „Фиат“, произвеждани от 1995 до 2001 година.
„Фиат Браво“ е хечбек с 3 врати, а сходният модел с пет врати се продава под марката „Фиат Брава“. Двата модела заменят остарелия „Фиат Типо“. За тях са разработени нови двигатели – 1,4 литров 12-клапанов, 80 к.с., 1,6-литров, 16-клапанов, със 103 к.с. и 1.8 литра, 16 клапана, 113 к.с. мощност.
„Фиат Браво“ е европейски Автомобил на годината за 1996 година.
Производството на модела завършва през 2001 г., когато е заменен от „Фиат Стило“.